# Carlo Antonio Forni
Carlo Antonio Forni (* 16. September 1810 in Airolo; † 4. Dezember 1881 in Bellinzona) war ein Schweizer Archivar,
Politiker, Tessiner Staatsrat und Ständerat der Freisinnig-Demokratischen Partei (FDP).

## Leben
Carlo Antonio Forni wurde als Sohn des Landwirts Carlo Antonio Forni von Airolo und seiner Frau Maria Ramelli geboren. Er studierte in den Priesterseminarien von Pollegio und Monza; ab 1831 wirkte er als Primarlehrer in Biasca; seit 1832 war er Staatsbeamter (Protokollführer und Archivar) in Bellinzona; von 1849 bis 1865 war er Redaktionssekretär des Tessiner Staatsrats.
Für die radikal-liberale Partei war er von 1865 bis 1873 Staatsrat und leitete das Baudepartement. Im Jahr 1864 war er Mitglied des Ständerates.